# Orbetello
Orbetello és un municipi situat al territori de la província de Grosseto, a la regió de la Toscana (Itàlia).
Limita amb els municipis de Capalbio, Magliano in Toscana, Manciano i Monte Argentario.
Pertanyen al municipi les frazioni d'Albinia, Ansedonia, Fonteblanda, Giannella i Talamone
Al municipi es pot visitar el Frontó de Talamone, obra etrusca del s.II aC.

## Galeria

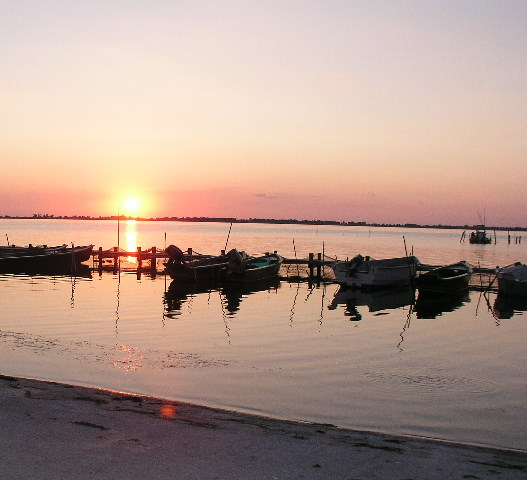
LLac d'Orbetello
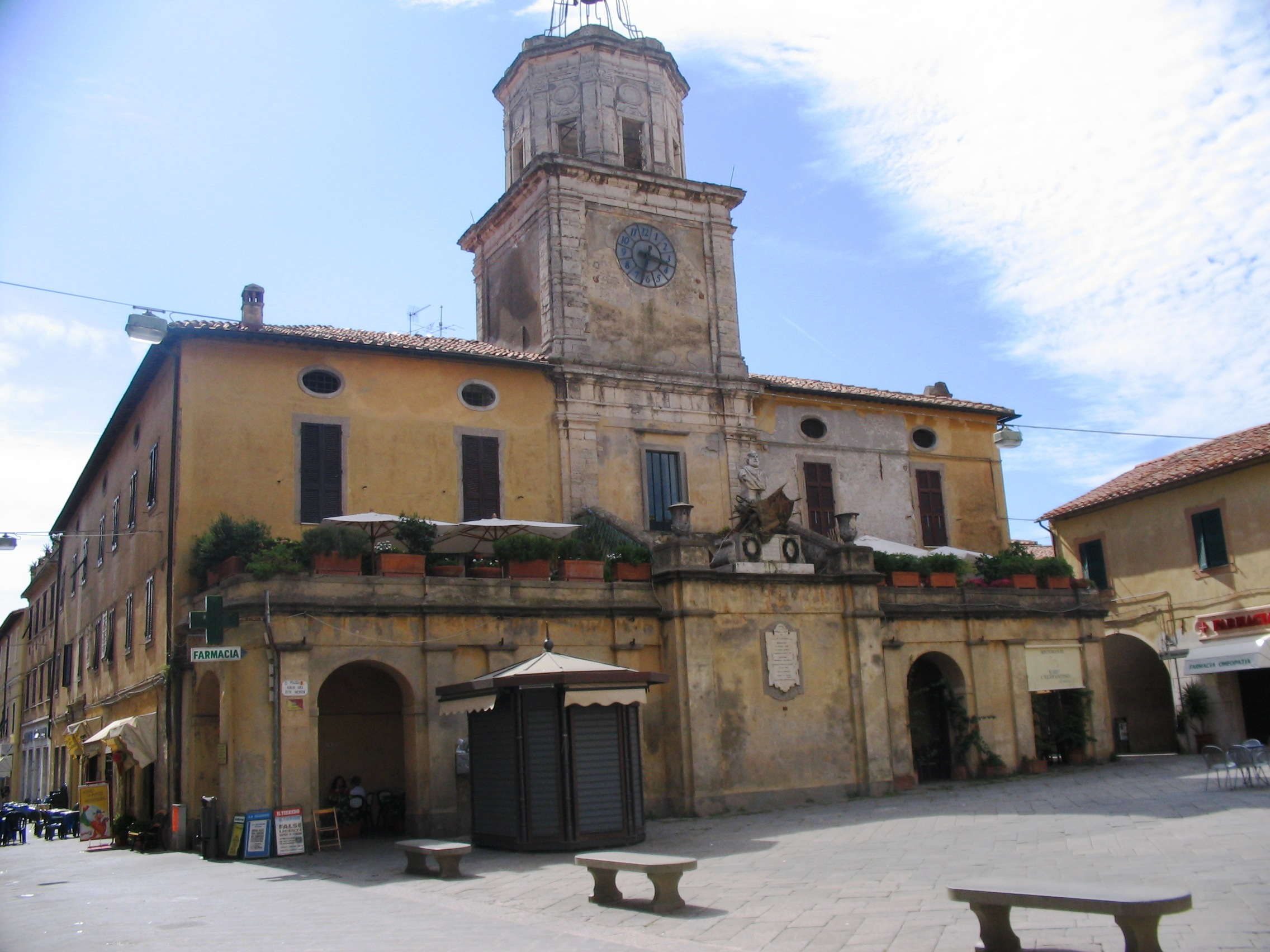
Palau
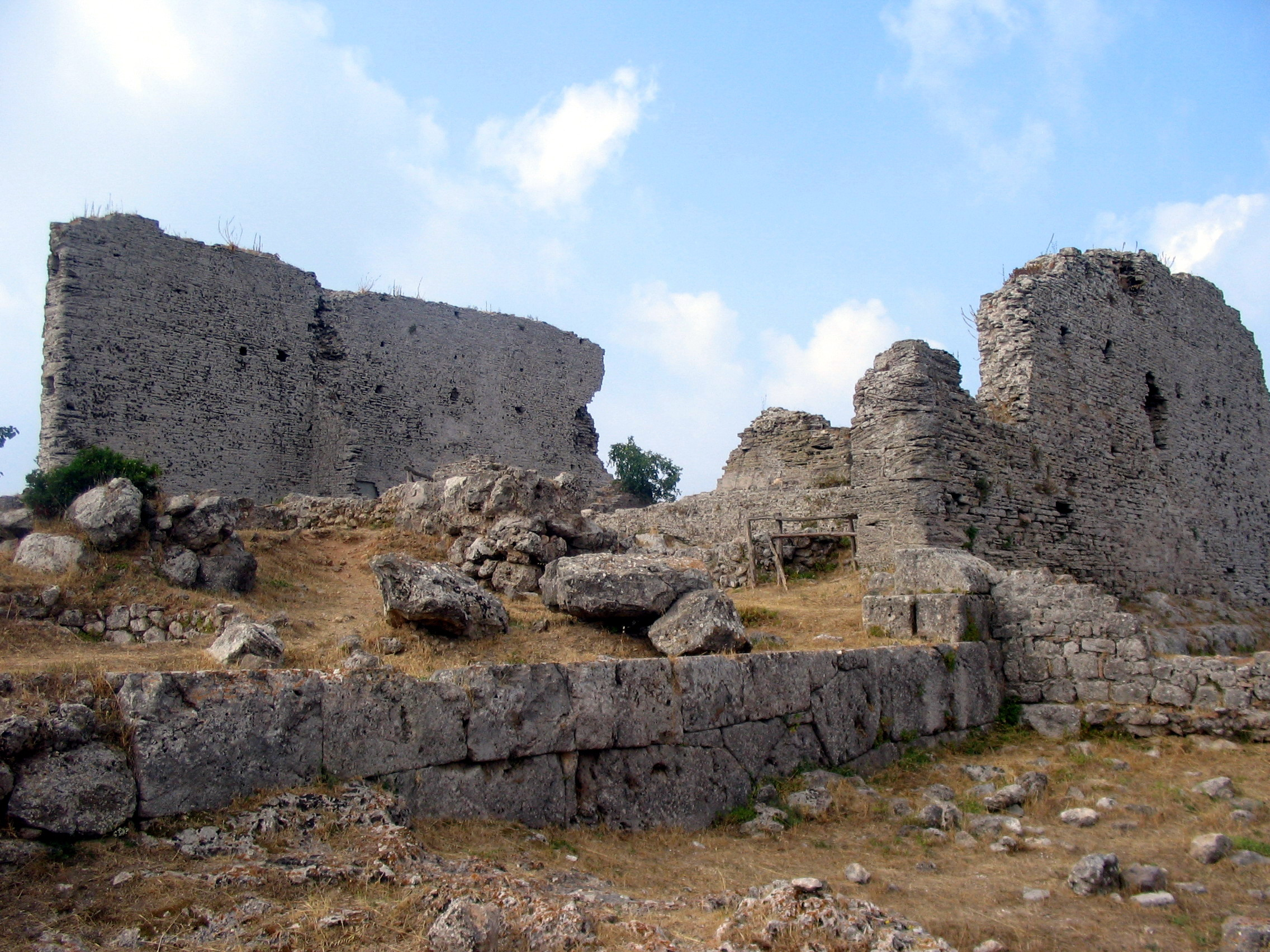
Runes de Cosa